# Turn Up the Radio
Turn Up the Radio — utwór muzyczny wykonywany przez amerykańską piosenkarkę Madonnę. Pochodzi z jej dwunastego albumu studyjnego, MDNA i zostanie wydany na trzecim promującym go singlu. Został wyprodukowany przez Madonnę i francuskiego muzyka Martina Solveiga, którzy napisali go wspólnie z Michaelem Tordjmanem i początkującą wokalistką Sunday Girl. Piosenka w wersji wykonywanej przez Sunday Girl miała się znaleźć na albumie Solveiga, jednak po odrzuceniu jej mężczyzna zaoferował utwór Madonnie. Przyszły singel zdobył uznanie krytyków, którzy nazywali go jedną z najlepszych piosenek na MDNA. Obecnie jest wykonywany podczas koncertów z trasy MDNA Tour. Wydany został teledysk do utworu, który nakręcono we Florencji.

## Geneza i wydanie
Autorami utworu "Turn Up the Radio" są Martin Solveig, Michael Tordjman i Jade Williams, początkująca brytyjska piosenkarka znana pod pseudonimem Sunday Girl. Piosenka powstała z myślą o Smash, albumie Solveiga z 2011 roku, gdzie zaśpiewać ją miała Sunday Girl. Ostatecznie na płytę trafił inny utwór z jej wokalem, "Let's Not Play Games", a projekt "Turn Up the Radio" odrzucono. Muzyk mimo to nadal puszczał demo podczas swoich występów. W lipcu 2011 Solveig został zaproszony do studia nagraniowego przez Madonnę pracującą nad swoim kolejnym albumem, MDNA. Artystka przerobiła piosenkę "Turn Up the Radio" i ją nagrała. W kwietniu 2012 menedżer Madonny, Guy Oseary, potwierdził wydanie utworu na trzecim singlu promującym MDNA. 5 sierpnia ukaże się on w Wielkiej Brytanii.